# Chemical Reviews
Chemical Reviews è una rivista scientifica peer-review che esce due volte al mese e viene prodotta dall'American Chemical Society. Pubblica articoli di sintesi in ogni campo della chimica. Venne fondata nel 1924 da William Albert Noyes (University of Illinois). Da Gennaio 2015 l'editor-in-chief è Sharon Hammes-Schiffer.

## Sommario e indici
La rivista contiene il seguente sommario e indice:
- Chemical Abstracts Service
- CAB International
- EBSCOhost
- Proquest
- PubMed
- Scopus
- Science Citation Index

Secondo il Journal Citation Reports, il giornale ha nel 2018 un impact factor di 54.301.